# Campionato mondiale maschile under 20 di calcio 1989
Il Campionato mondiale di calcio Under-20 1989 fu la settima edizione del Campionato mondiale di calcio Under-20, organizzato dalla FIFA. Si tenne dal 16 febbraio al 3 marzo in Arabia Saudita (a Riad, Gedda, Dammam e Ta'if) e fu vinto dal Portogallo.

## Squadre qualificate
| Confederazione                            | Torneo di qualificazione                        | Qualificata/e                                                           |
| ----------------------------------------- | ----------------------------------------------- | ----------------------------------------------------------------------- |
| AFC (Asia)                                | Campionato giovanile AFC 1988                   | Iraq Siria                                                              |
| CAF (Africa)                              | Torneo giovanile CAF 1989                       | Nigeria Mali                                                            |
| CONCACAF (Nord, Centro America & Caraibi) | Torneo giovanile CONCACAF 1988                  | Costa Rica Stati Uniti                                                  |
| CONMEBOL (Sud America)                    | Campionato sudamericano di calcio Under-20 1988 | Colombia Brasile Argentina                                              |
| UEFA (Europa)                             | Campionato Europeo Under-19 1988                | Cecoslovacchia Portogallo Unione Sovietica Germania Est Norvegia Spagna |
| Nazione ospitante                         | Nazione ospitante                               | Arabia Saudita                                                          |

## Arbitri
CAF
- Badara Sène
- Idrissa Sarr
- Neji Jouini

AFC
- Abdul Al Nasri
- Chen Shengcai
- Ahmed Mohammed Jassim

UEFA
- Hubert Forstinger
- Tullio Lanese
- Neil Midgley
- Egil Nervik
- Aron Schmidhuber
- Alan Snoddy
- Alexey Spirin
- Marcel van Langenhove

CONCACAF
- Arturo Angeles
- Arturo Brizio Carter
- José Carlos Ortíz

CONMEBOL
- Juan Antonio Bava
- Elias Jácome
- José Roberto Wright
- José Torres Cadena

## Squadre
For a list of all squads that played in the final tournament, see 1989 FIFA World Youth Championship squads

## Fase a gruppi[1]
Legenda
|  | Squadre che si sono qualificate agli ottavi di finale come vincitrici del girone o seconde classificate. |
|  | Squadre eliminate nella fase a gruppi.                                                                   |

### Gruppo A
| Squadra        | Pt | G | V | N | P | GF | GS | DR |
| -------------- | -- | - | - | - | - | -- | -- | -- |
| Portogallo     | 4  | 3 | 2 | 0 | 1 | 2  | 3  | -1 |
| Nigeria        | 3  | 3 | 1 | 1 | 1 | 3  | 3  | 0  |
| Rep. Ceca      | 3  | 3 | 1 | 1 | 1 | 1  | 3  | -2 |
| Arabia Saudita | 2  | 3 | 1 | 0 | 2 | 4  | 3  | +1 |

| Arbitro: | Marcel van Langenhove |

|                |           |                         |
| Al Suraiti 16’ | Marcatori | 52’ Adepoju 87’ Ohenhen |

| Arbitro: | José Roberto Wright |

|  |           |           |
|  | Marcatori | 88’ Alves |

| Arbitro: | Alan Snoddy |

|  |           |           |
|  | Marcatori | 52’ Látal |

| Arbitro: | Egil Nervik |

|  |           |                |
|  | Marcatori | 79’ João Pinto |

| Arbitro: | José Roberto Wright |

|                                             |           |  |
| Al Harbi 52’ Al Romaihi 56’ Al Debaikhi 83’ | Marcatori |  |

| Arbitro: | Arturo Brizio Carter |

|           |           |           |
| Nwosu 72’ | Marcatori | 14’ Látal |

### Gruppo B
| Squadra          | Pt | G | V | N | P | GF | GS | DR |
| ---------------- | -- | - | - | - | - | -- | -- | -- |
| Unione Sovietica | 6  | 3 | 3 | 0 | 0 | 7  | 2  | +5 |
| Colombia         | 2  | 3 | 1 | 0 | 2 | 3  | 4  | -1 |
| Siria            | 2  | 3 | 1 | 0 | 2 | 4  | 6  | -2 |
| Costa Rica       | 2  | 3 | 1 | 0 | 2 | 2  | 4  | -2 |

| Arbitro: | Al Nasir |

|              |           |  |
| González 88’ | Marcatori |  |

| Arbitro: | Juan Antonio Bava |

|                        |           |           |
| Tedeev 29’ Salenko 83’ | Marcatori | 65’ Sibai |

| Arbitro: | Aron Schmidhuber |

|  |           |             |
|  | Marcatori | 84’ Matveev |

| Arbitro: | Kenneth Wallace |

|                      |           |  |
| Muñoz 42’ Osorio 85’ | Marcatori |  |

| Arbitro: | Badara Sène |

|            |           |                         |
| Brenes 80’ | Marcatori | 16’ 45’ Helou 30’ Afash |

| Arbitro: | Tullio Lanese |

|          |           |                                     |
| Muñoz 5’ | Marcatori | 25’ Timoshenko 29’ 32’ Oleg Salenko |

### Gruppo C
| Squadra      | Pt | G | V | N | P | GF | GS | DR |
| ------------ | -- | - | - | - | - | -- | -- | -- |
| Brasile      | 6  | 3 | 3 | 0 | 0 | 10 | 1  | +9 |
| Stati Uniti  | 3  | 3 | 1 | 1 | 1 | 4  | 4  | 0  |
| Germania Est | 2  | 3 | 1 | 0 | 2 | 3  | 4  | -1 |
| Mali         | 1  | 3 | 0 | 1 | 2 | 1  | 9  | -8 |

| Arbitro: | Neil Midgley |

|                                         |           |  |
| Marcelo Henrique 35’ Ricardo França 68’ | Marcatori |  |

| Arbitro: | Elías Jácome |

|           |           |          |
| Nfaly 42’ | Marcatori | 11’ Snow |

| Arbitro: | Ahmed Mohammed Jassim |

|                                                    |           |  |
| Cássio 50’ Bismarck 53’ 83’ Sonny Anderson 66’ 80’ | Marcatori |  |

| Arbitro: | Idrissa Sarr |

|  |           |                           |
|  | Marcatori | 47’ Dayak 87’ (rig.) Snow |

| Arbitro: | Huber Forstinger |

|                                                      |           |           |
| Bismarck 39’ Marcelo Henrique 44’ Sonny Anderson 55’ | Marcatori | 10’ Dayak |

| Arbitro: | José Carlos Ortiz |

|                                  |           |  |
| Prausse 28’ Fuchs 46’ Jahnig 55’ | Marcatori |  |

### Gruppo D
| Squadra   | Pt | G | V | N | P | GF | GS | DR |
| --------- | -- | - | - | - | - | -- | -- | -- |
| Iraq      | 6  | 3 | 3 | 0 | 0 | 4  | 0  | +4 |
| Argentina | 2  | 3 | 1 | 0 | 2 | 3  | 3  | 0  |
| Norvegia  | 2  | 3 | 1 | 0 | 2 | 4  | 5  | -1 |
| Spagna    | 2  | 3 | 1 | 0 | 2 | 4  | 7  | -3 |

| Arbitro: | José Torres Cadena |

|  |           |           |
|  | Marcatori | 66’ Naiem |

| Arbitro: | Alexey Spirin |

|             |           |                                 |
| Simeone 12’ | Marcatori | 26’ Moisés 58’ (rig.) Villabona |

| Arbitro: | Arturo Angeles |

|  |           |                        |
|  | Marcatori | 5’ Biazotti 89’ Ubaldi |

| Arbitro: | Chen Shengcai |

|                     |           |  |
| Wali 41’ Shabib 51’ | Marcatori |  |

| Arbitro: | Neji Jouini |

|                                                         |           |                 |
| Drillesta 43’ Johansen 47’ Bohinen 58’ Mellemstrand 90’ | Marcatori | 46’ 49’ Pinilla |

| Arbitro: | Jozef Marko |

|                  |           |  |
| Swadi 67’ (rig.) | Marcatori |  |

## Fase ad eliminazione diretta

### Tabellone
|  | Quarti di finale     | Quarti di finale    |                    |             | Semifinali                | Semifinali                |  |  | Finale         | Finale |
|  |                      |                     |                    |             |                           |                           |  |  |                |        |
|  | 25 febbraio - Riad   |                     |                    |             |                           |                           |  |  |                |        |
|  |                      |                     |                    |             |                           |                           |  |  |                |        |
|  | Portogallo           | 1                   |                    |             |                           |                           |  |  |                |        |
|  | Portogallo           | 1                   | 28 febbraio - Riad |             |                           |                           |  |  |                |        |
|  | Colombia             | 0                   |                    |             |                           |                           |  |  |                |        |
|  | Colombia             | 0                   | Portogallo         | 1           |                           |                           |  |  |                |        |
|  | 25 febbraio - Gedda  |                     | Portogallo         | 1           |                           |                           |  |  |                |        |
|  |                      | Brasile             | 0                  |             |                           |                           |  |  |                |        |
|  | Brasile              | Brasile             | 0                  | 1           |                           |                           |  |  |                |        |
|  | Brasile              |                     | 3 marzo - Riad     | 1           |                           |                           |  |  |                |        |
|  | Argentina            | 0                   |                    |             |                           |                           |  |  |                |        |
|  | Argentina            | 0                   | Portogallo         | 2           |                           |                           |  |  |                |        |
|  | 25 febbraio - Dammam |                     | Portogallo         | 2           |                           |                           |  |  |                |        |
|  |                      | Nigeria             | 0                  |             |                           |                           |  |  |                |        |
|  | Unione Sovietica     | Nigeria             | 0                  | 4 (3)       |                           |                           |  |  |                |        |
|  | Unione Sovietica     | 28 febbraio - Gedda |                    | 4 (3)       |                           |                           |  |  |                |        |
|  | Nigeria              | 4 (5)               |                    |             |                           |                           |  |  |                |        |
|  | Nigeria              | 4 (5)               | Nigeria            | 2 (1)       | Finale per il terzo posto | Finale per il terzo posto |  |  |                |        |
|  | 25 febbraio - Ta'if  |                     | Nigeria            | 2 (1)       | Finale per il terzo posto | Finale per il terzo posto |  |  |                |        |
|  |                      | Stati Uniti         | 1 (1)              |             |                           |                           |  |  |                |        |
|  | Iraq                 | Stati Uniti         | 1 (1)              | 1           | Brasile                   | 2                         |  |  |                |        |
|  | Iraq                 |                     |                    | 1           | Brasile                   | 2                         |  |  |                |        |
|  | Stati Uniti          | 2                   |                    | Stati Uniti | 0                         |                           |  |  |                |        |
|  | Stati Uniti          | 2                   |                    |             | 0                         |                           |  |  |                |        |
|  |                      |                     |                    |             |                           |                           |  |  | 3 marzo - Riad |        |
|  |                      |                     |                    |             |                           |                           |  |  |                |        |

### Quarti di finale
| Arbitro: | Neji Jouini |

|                 |           |  |
| Jorge Couto 40’ | Marcatori |  |

| Arbitro: | Hubert Forstringer |

|                                                |                      |                                                    |
| Kiriakov 30’ 58’ Bakhva Tedeev 45’ Salenko 46’ | Marcatori            | 61’ 75’ Christopher Ohenhen 83’ Eliijah 84’ Ugbade |
|                                                | Tiri di rigore 3 – 5 |                                                    |

| Arbitro: | Tullio Lanese |

|                      |           |  |
| Marcelo Henrique 15’ | Marcatori |  |

| Arbitro: | Aron Schmidhuber |

|          |           |                         |
| Wali 35’ | Marcatori | 17’ Henderson 56’ Brose |

### Semifinali
| Arbitro: | Jozef Marko |

|            |           |  |
| Amaral 68’ | Marcatori |  |

| Arbitro: | Neil Midgley |

|                 |           |                 |
| Adepoju 47’ 93’ | Marcatori | 52’ (rig.) Snow |

### Finale per il 3º posto
| Arbitro: | Neji Jouini |

|                         |           |  |
| França 65’ Leonardo 69’ | Marcatori |  |

### Finale
| Arbitro: | Aron Schmidhuber |

|                                |           |  |
| Abel Silva 44’ Jorge Couto 76’ | Marcatori |  |

## Riconoscimenti
| Scarpa d'oro | Pallone d'oro | Premio Fair-play della FIFA |
| ------------ | ------------- | --------------------------- |
| Oleg Salenko | Bismarck      | Stati Uniti                 |

## Classifica marcatori
| Gol |  |  | Giocatore           | Squadra          |
| --- |  |  | ------------------- | ---------------- |
| 5   |  |  | Oleg Salenko        | Unione Sovietica |
| 3   |  |  | Mutiu Adepoju       | BRA              |
| 3   |  |  | Sonny Anderson      | BRA              |
| 3   |  |  | Bismarck            | BRA              |
| 3   |  |  | Marcelo Henrique    | BRA              |
| 3   |  |  | Christopher Ohenhen | NGA              |
| 3   |  |  | Steve Snow          | USA              |